# Горін Григорій Ізраїльович
Григорій Ізраїльович Горін (прізвище при народженні — Офштейн; 12 березня 1940, Москва, РРФСР, СРСР — 15 червня 2000, Москва, Російська Федерація) — радянський і російський драматург, прозаїк, письменник-сатирик, сценарист, автор низки літературно-публіцистичних статей.

## Біографія
Народився в родині військового Ізраїля Офштейна. Дошлюбне прізвище матері було Горинська, від нього пішов псевдонім — спочатку Горінштейн, потім Горін, пізніше Григорій офіційно змінив прізвище. Закінчив 1-й 1-й Московський медичний інститут імені І. М. Сеченова (1963), декілька років працював лікарем швидкої.

«Радянський лікар був і залишається найунікальнішим спеціалістом у світі, бо він вміє лікувати, не маючи ліків, оперувати без інструментів, протезувати без матеріалів…» — Григорій Горін

Літературну діяльність почав з написання сценок для студентського КВК, з 1960-х років активно публікувалися в пресі його з фейлетони, гумористичні оповідання та скетчі. Деякий час завідував відділенням гумору журналу «Юність», вів популярну рубрику від імені Галки Галкіної. Неодноразово публікував гумористичні оповідання у відділ гумору «Клуб 12 стільців» «Літературної газети».
У 1966 році вийшла перша книга прози «Четверо під однією обкладинкою» (рос. «Четверо под одной обложкой») (спільно з іншими авторами).
У 1978—1990 роках Григорій Горін був регулярним учасником телепрограм «Навколо сміху» («рос. Вокруг смеха»).

### Смерть
Помер Григорій Горін у ніч на 15 червня 2000 року. Причиною смерті став обширний інфаркт. Похований на Ваганьковському кладовищі.

## Творчість

### Драматургія
1966 написав п'єсу рос. «Свадьба на всю Европу» (у співавторстві з Аркадієм Аркановим, співавтором Горіна також у п'єсах «Банкет», рос. «Маленькие комедии большого дома», «Тореадор», «Соло для дуета»).
У 1970—1990 роки Горін створює низку п'єс.
- 1970 «Тіль», (рос. «Тиль»)
- 1972 «Забути Герострата!», (рос. «Забыть Герострата!»)
- 1974 «Найправдивіший», (рос. «Самый правдивый»)
- 1980 «Будинок, який побудував Свіфт», (рос. «Дом, который построил Свифт»)
- 1984 «Феномени», (рос. «Феномены»)
- 1985 «Прощавай, конферансьє!», (рос. «Прощай, конферансье!»)
- 1989 «Кіт домашній середньої пухнастості», (рос. «Кот домашний средней пушистости»)
- 1989 «Поминальна молитва», (рос. «Поминальная молитва»)
- 1991 «Кін IV», (рос. «Кин IV»)
- 1994 «Чума на обидва ваші дома!», (рос. «Чума на оба ваши дома!»)
- 1995 «Королівські ігри», (рос. «Королевские игры»)
- 1997 «Щасливчик-Нещасливчик», (рос. «Счастливцев-Несчастливцев»)
- 1999 «Блазень Балакірєв», (рос. «Шут Балакирев»)

### Кіносценарії
- 1974 «Зупиніть Потапова!» (рос. «Остановите Потапова!», за однойменним оповіданням, опублікованим у «Літературній газеті» в 1972 році)
- 1974 «Маленькі комедії великого будинку» (рос. «Маленькие комедии большого дома», спільно з Аркадієм Аркановим)
- 1976 «Ти — мені, я — тобі» (рос. «Ты — мне, я — тебе», спільно з Олександром Сєрим)
- 1976 ««Сто грам» для хоробрості...» (рос. «Сто грамм для храбрости», новела «Яка нахабність!» (рос. «Какая наглость!»))
- 1978 «Оксамитовий сезон» (рос. «Бархатный сезон», спільно з Володимиром Павловичем)
- 1979 «Той самий Мюнхгаузен» (рос. «Тот самый Мюнхгаузен»)
- 1980 «Про бідного гусара замовте слово» (рос. «О бедном гусаре замолвите слово», спільно з Ельдаром Рязановим)
- 1983 «Будинок, який побудував Свіфт» (рос. «Дом, который построил Свифт»)
- 1984 «Формула кохання» (рос. «Формула любви», за мотивами повесті Олексія Толстого «Граф Каліостро»)
- 1986 «Мій ніжно коханий детектив» (рос. «Мой нежно любимый детектив», спільно з Аркадієм Хайтом)
- 1988 «Убити дракона» (рос. «Убить дракона», спільно з Марком Захаровим, за мотивами п'єси Євгена Шварца)

### Екранізації
- 1985 — Золота рибка (телеспектакль)

## Цікаві факти
- На питання про причину вибору такого псевдоніму митець відповідав, що це лише: рос. «Гриша Офштейн Решил Изменить Национальность»